# 松讷瓦尔德
松讷瓦尔德（德語：Sonnewalde）是德国勃兰登堡州的市镇，隶属于易北-埃尔斯特县，总面积为119.29平方千米，截至2020年总人口为3231人。